# Šipoun
Šipoun je malá vesnice, část městyse Strunkovice nad Blanicí v okrese Prachatice v Jihočeském kraji. Nachází se asi tři kilometry východně od Strunkovic nad Blanicí. Je zde evidováno 34 adres. V roce 2011 zde trvale žilo 29 obyvatel.
Šipoun je také název katastrálního území o rozloze 3,91 km². V katastrálním území Šipoun leží i Blanička.

## Historie
První písemná zmínka o vesnici pochází z roku 1384.

## Obyvatelstvo
| Rok            | 1869 | 1880 | 1890 | 1900 | 1910 | 1921 | 1930 | 1950 | 1961 | 1970 | 1980 | 1991 | 2001 | 2011 | 2021 |
| -------------- | ---- | ---- | ---- | ---- | ---- | ---- | ---- | ---- | ---- | ---- | ---- | ---- | ---- | ---- | ---- |
| Počet obyvatel | 207  | 202  | 196  | 189  | 159  | 170  | 159  | 125  | 113  | 76   | 45   | 29   | 23   | 29   | 44   |
| Počet domů     | 36   | 36   | 36   | 34   | 35   | 35   | 34   | 34   | 38   | 25   | 21   | 30   | 30   | 32   | 33   |

## Obecní správa
Při sčítání lidu v letech 1850–1962 Šipoun byl samostatnou obcí v okrese Prachatice. Od roku 1963 je částí městyse Strunkovice nad Blanicí v okrese Prachatice. V letech 1850–1962 k obci patřila Blanička.

## Pamětihodnosti
- Sýpka u čp. 1